# Телепневы
Телепневы — древний дворянский род и угасший княжеский род (князья Телепни), происходящий от князей Черниговских, родословная роспись которых находилась в родословной росписи князей Долгоруковых.
При подаче документов (1686) для внесения рода в Бархатную книгу, была предоставлена родословная роспись дворян Телепневых.
Род внесён в родословные книги  Костромской, Московской, Орловской и Ярославской губерний.

## Происхождение и история рода
В Общем Гербовнике ошибочно произведён от князей Телепневых-Оболенских. По росписи, поданной самими Телепневыми в разряд в конце XVII в., происходит от Степана Телепнёва, якобы выехавшего из Литвы. Прозвание получили от сына первовыехавшего по прозванию Телепня.

## Описание герба
Щит разделён на четыре части. В первой из них на золотом поле изображён чёрный орёл в короне, держащий в лапе длинный золотой крест (герб Черниговского княжества). Во второй — на голубом поле золотая звезда. В третьей — в красном поле выходящая из облака рука в серебряных латах с мечом (польский герб Малая Погоня). В четвёртой части — в серебряном поле олень (герб Нижегородского княжества).
Щит покрыт мантией и шапкой, принадлежащими княжескому достоинству. (Гербовник, V, 11).

## Известные представители
- Телепнев Ефим Григорьевич (1607—1641) - думный дьяк (1627-1629) в Посольском приказе (отставлен 1630).
- Телепнев Михаил Ефимович - стряпчий с платьем (1627-1629).
- Телепнев Данила Васильевич - стряпчий (1629-1658), московский дворянин (1668-1677).
- Телепнев Иван Ефимович - стряпчий с платьем (1627-1629), московский дворянин (1636-1658).
- Телепнев Юрий Васильевич - стряпчий с платьем (1629), стольник (1629), московский дворянин (1636-1640).
- Телепнев Никифор Васильевич - московский дворянин (1636-1640).
- Телепнев Иван Степанович - стольник (1658), думный дворянин (1685).
- Телепнев Степан Григорьевич - стольник царицы Прасковьи Фёдоровны (1686-1692).
- Телепневы: Лев Данилович, Григорий Юрьевич, Богдан Семёнович - стряпчие (1659-1692).
- Телепневы: Михаил Юрьевич, Ларион Данилович - стольники (1686-1692)[5].